# The Most Interesting Man in the World
The Most Interesting Man in the World (titulado El hombre más interesante de mundo en España) es el decimoséptimo episodio de la duodécima temporada y el número 227 en general de la serie de televisión animada estadounidense de comedia Padre de familia. Fue originalmente estrenado en Estados Unidos el 13 de abril de 2014 a través de Fox.

## Argumento
Cuando Lois salió con Bonnie al campo de tiro (lo que arrastraba a Joe en su última visita ya que el objetivo era un parapléjico), le dice a Peter que lleve a Stewie al parque para pasar tiempo con él. Aburrido en el parque, Peter decide escabullirse a La Almeja ebria cuando Joe y Quagmire le dicen que han llegado 60 payasos donde deja uno de sus ojos en el parque. Cuando Lois lo llama en el bar, se apresura a agarrar a Stewie y toma al niño equivocado (a quien Stewie se casó). Al llegar a casa, se da cuenta de que se tomó el niño equivocado, pero tiene que fingir que es Stewie cuando Lois llega a casa. Intenta ocultar las cosas, pero Lois descubre lo mismo que otra mujer llega con Stewie. Peter intenta aclarar las cosas pero Lois, en un ataque de rabia, lo llama un idiota, hiriendo sus sentimientos. Peter es visitado por un hombre que le dice que los ojos que dejaron en el parque se mezclaron.
Comulgando con los chicos de La Almeja Ebria, Quagmire sugiere que Peter amplíe sus horizontes. En la Cervecería Pawtucket, Stella rechaza la orden de Angela de ir a Chicago para un viaje de negocios ya que ella planea ver los "Juegos para Sordos" (un combate de boxeo en el que los boxeadores sordos se pelean entre sí). Peter toma la oferta de Angela y se hace cargo del viaje, donde se aprovecha de una breve reunión para visitar las ofertas culturales de Chicago. Hace muchos más viajes de negocios a San Francisco, San Luis y Nueva York, recogiendo más aprendizaje hasta que finalmente regresa a casa refinado y culto, sorprendiendo a su familia.
Sin embargo, la cultura del nuevo Peter comienza a calmar el entretenimiento familiar habitual, reemplazando la televisión con una librería con libros diferentes donde uno de ellos pasa a ser Juegos de Tronos. También molesta a Joe y Quagmire con su nuevo yo. Brian encuentra a Lois viendo   furtivamente la televisión y admite que Peter se ha convertido en una pesadilla y no la hizo sentir mudo antes. Ella decide enviarlo a los lugares más mudos y lo lleva a Tucson (Arizona). Cuando regresa, vuelve a la normalidad para deleite de Lois y Brian. Peter también afirma que Battleship todavía está en los cines en Tucson.

## Recepción
TBA
- Datos: Q16531412